# تد دو پورتیل
تد دو پورتیل (به لاتین: Tête du Portail) یک کوه در سوئیس است که در کانتون وله واقع شده‌است. تد دو پورتیل ۲٬۳۳۵ متر بالاتر از سطح دریا واقع شده‌است.